# Hof (Amersfoort)
De Hof is het grootste plein in de Amersfoortse binnenstad. Het plein maakt deel uit van het Rijksbeschermd gezicht Amersfoort. Op de Hof is elke vrijdag en zaterdag markt.

## Geschiedenis
De naam de Hof gaat terug op de middeleeuwse bisschoppelijke hof die gelegen was op een uitloper van de Utrechtse Heuvelrug waar de rivier de Eem aan de oostkant met een bocht omheen stroomde. Deze bisschopshof wordt voor het eerst genoemd in 1203, in een bisschoppelijke oorkonde waaruit blijkt dat de hof in 1196 al bestond. De hof was waarschijnlijk een plaats waar de opbrengsten uit de bezittingen van de bisschop van Utrecht werden geïnd. De bisschopshof lag waarschijnlijk niet op de plaats van het huidige plein, hier werden van de hof namelijk geen sporen aangetroffen. Vermoedelijk lag deze aan de noordkant van het plein, waar nu de Sint-Joriskerk staat.
In de 13e en 14e eeuw werd de Hof verschillende keren opgehoogd om het voor markten geschikt te maken. In de 16e eeuw werd de Hof bestraat en was het ook wel als Marktveld bekendstaande plein de plaats voor alle markten in de stad.

## Gebouwen aan de Hof

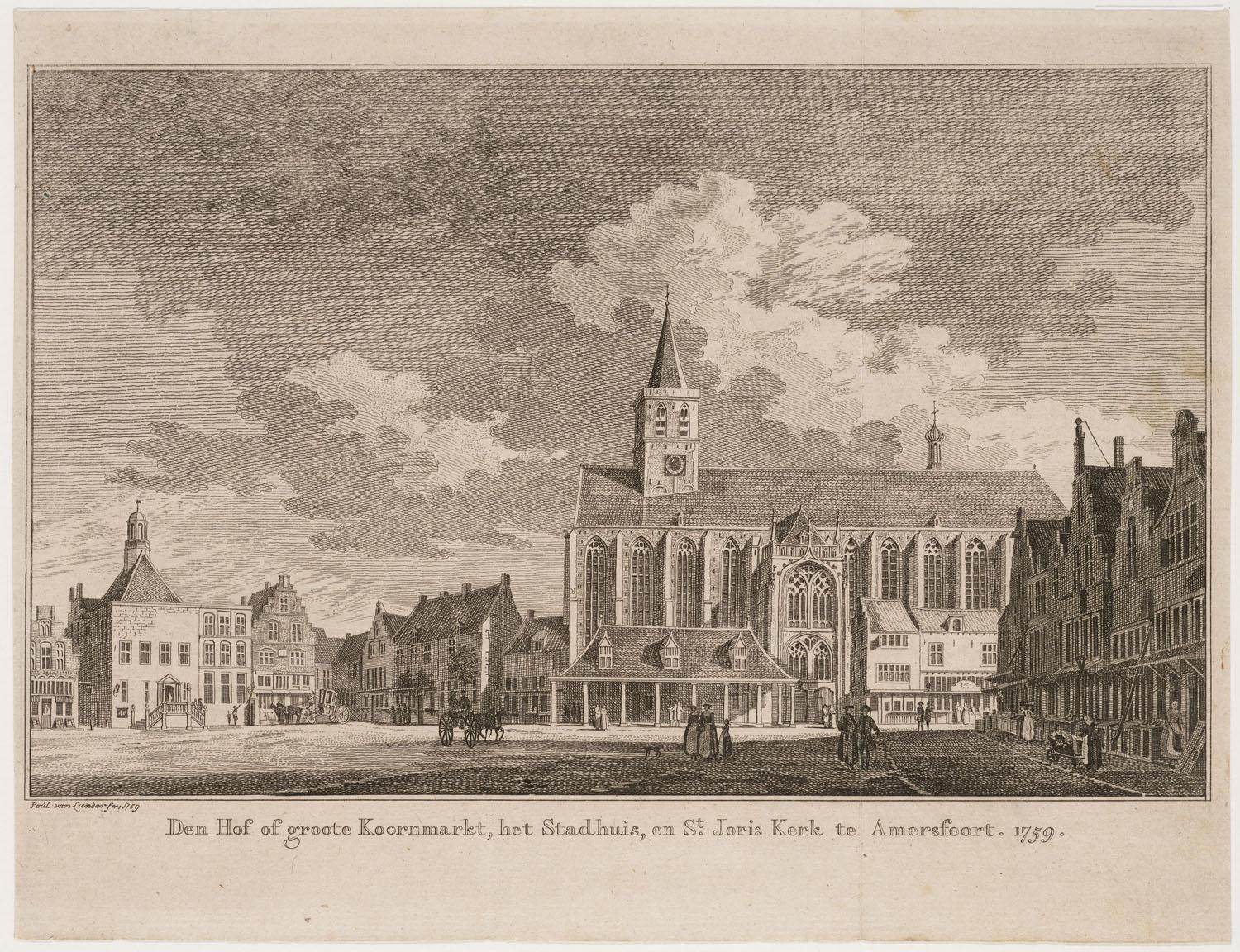
Gravure van de Hof, het Stadhuis en de Sint-Joriskerk (Paul van Liender, 1759)

Op de Hof ontstonden al vroeg stenen gebouwen. Allereerst is er de eerder genoemde Sint-Joriskerk, gewijd als parochiekerk in 1248. De kerk is mogelijk een opvolger van een kapel die bij de hof hoorde.
Aan de westzijde van de Hof stond eeuwenlang het stadhuis van Amersfoort, nadat het waarschijnlijk gevestigd was geweest in de Krommestraat. Het gebouw op de Hof bestond eerst uit twee en later uit drie panden met een vroegste bouwfase in de 13e eeuw. Vanaf 1536 was het Amersfoortse stadhuis in een (op de afbeelding links weergegeven) woontoren en naastgelegen pand gehuisvest. In de 17e eeuw werd ook het (rechter) derde pand opgekocht en bij het complex getrokken. Het stadhuis werd meerdere malen aangepast. Begin 19e eeuw verhuisde het stadhuis naar de Westsingel omdat het complex in slechte staat verkeerde. In 1824 wordt het gesloopt.
Een ander vroeg stenen gebouw is Logement de Gaaper. Dit pand, mogelijk gebouwd in de tweede helft van de 13e eeuw, staat aan de oostkant van de Hof. De andere zijde ligt aan de Langestraat.
Aan het plein zijn verschillende cafés en restaurants. Een van de restaurants (de Pastinaeck) won in 2009 het derde seizoen van het tv-programma Mijn Tent is Top.
In januari van 2025 zijn experimenten van start gegaan voor een nieuwe vergroende opstelling van de hof. Er is een proefopstelling met plantenbakken geplaatst. Hier hebben bezoekers zowel kritiek als lof voor. 

## Fontein
In het midden van het plein is de Stadsbron te vinden. In de fontein is een bronzen gezicht te zien dat water spuit uit zijn mond. Er zijn verhalen van een draak die onder de bron heeft gezeten of nog zit. Van oorsprong is deze fontein een 15de-eeuwse waterbron.

## Fotogalerij

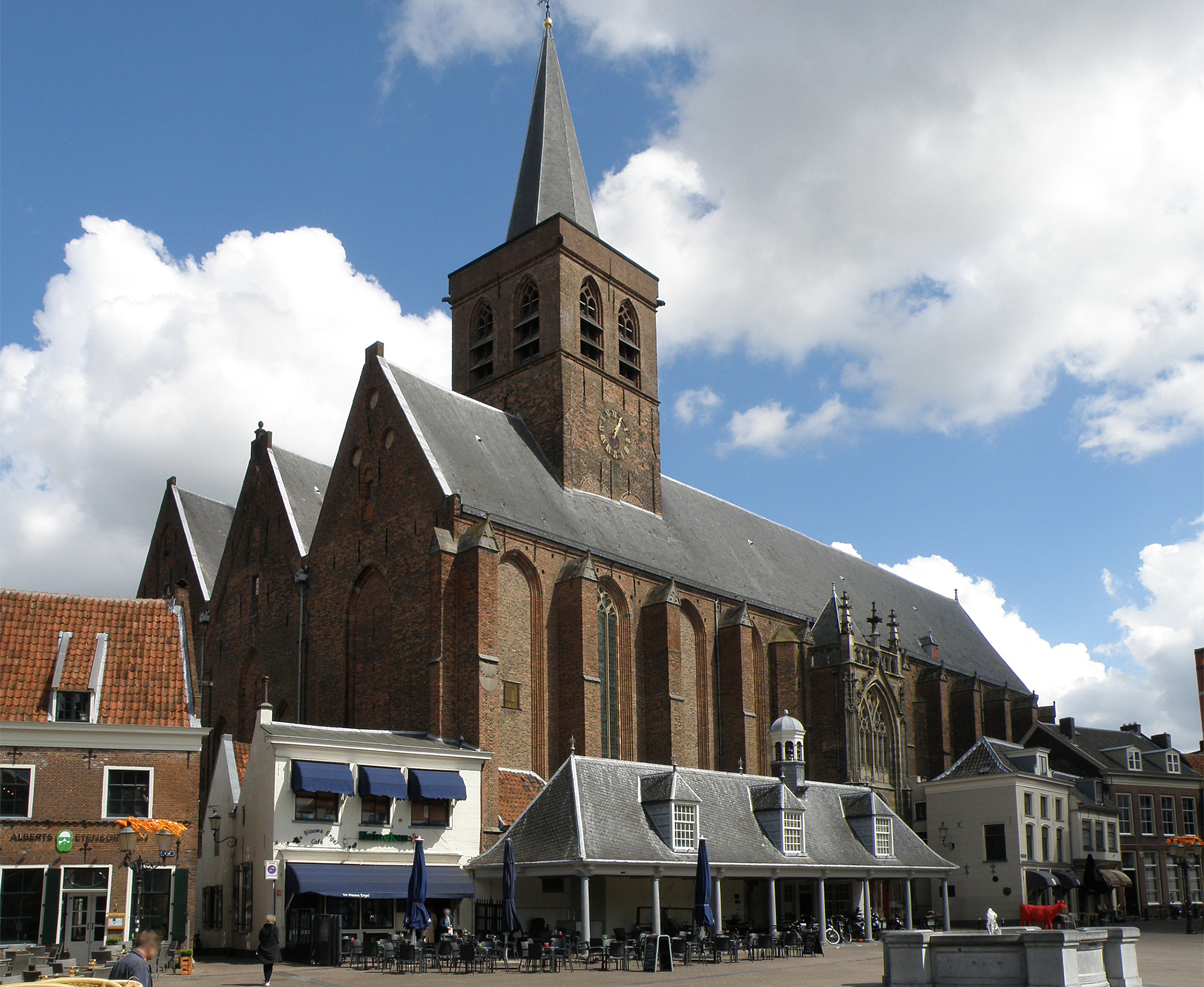
Sint-Joriskerk (Hof 1) met daarvoor v.l.n.r. Hof 5 en 4 en de Boterwaag (Hof 2) (alle rijksmonument)
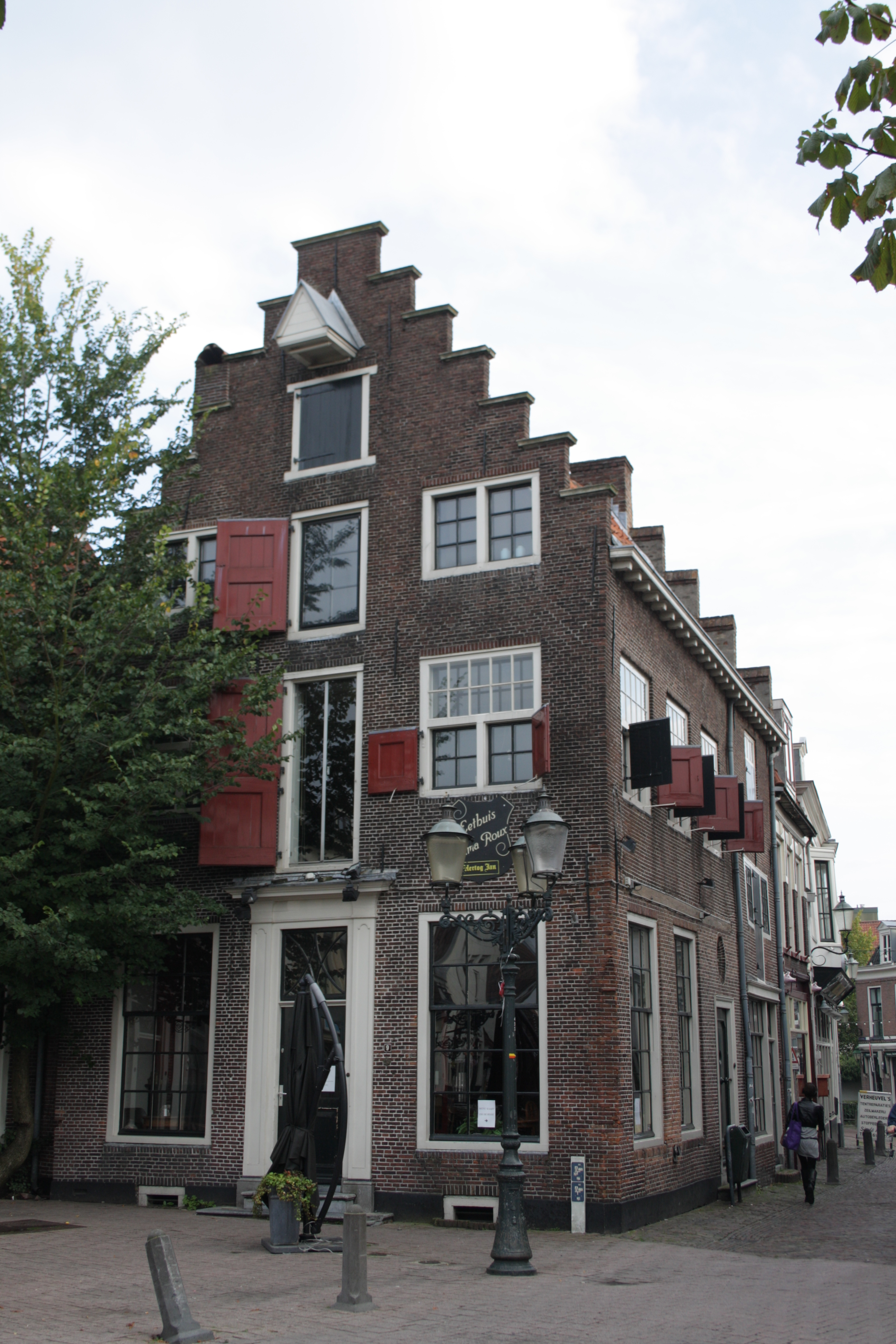
Hof 9 (rijksmonument)
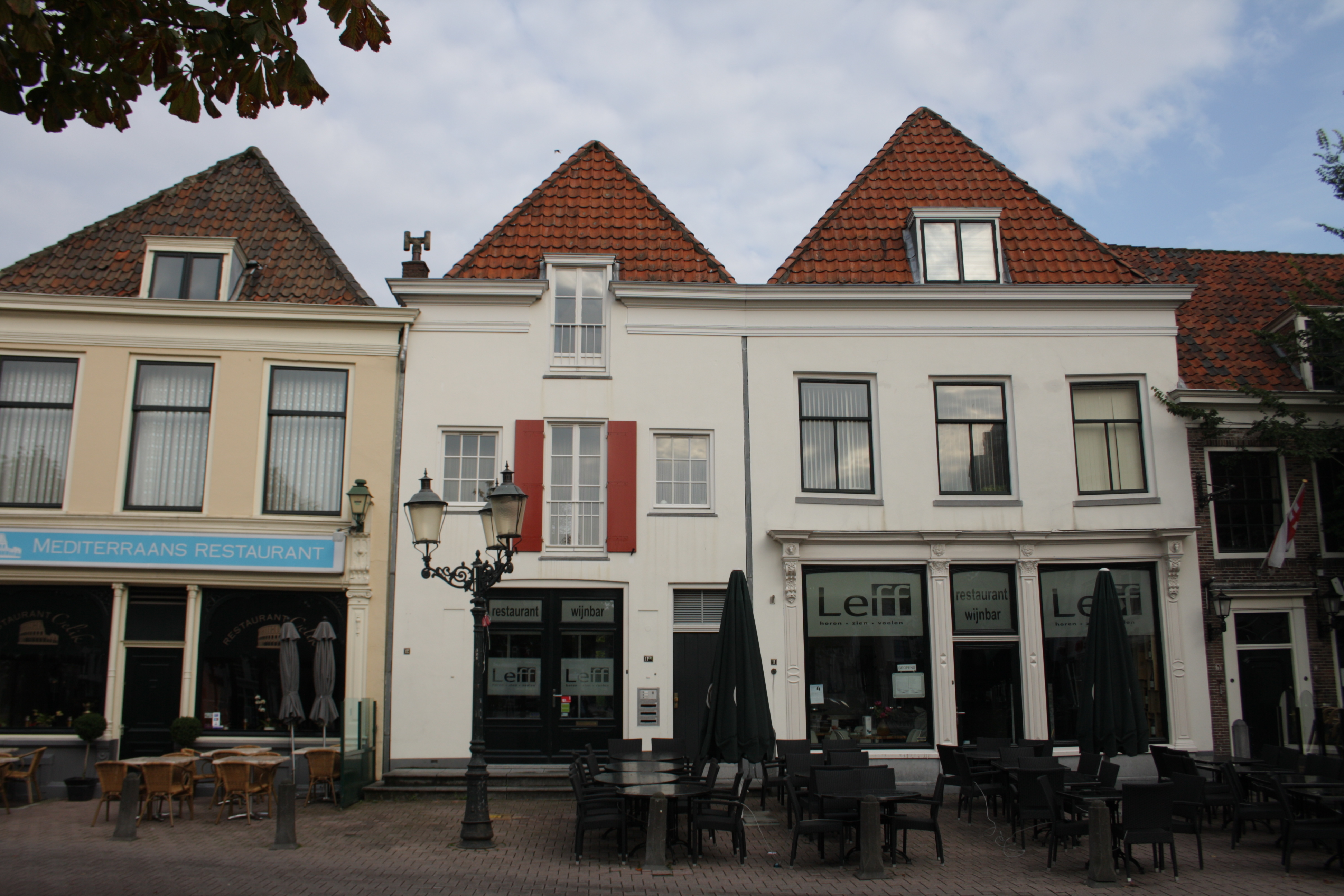
v.l.n.r. Hof 13, 12, 11 en 10 (alle rijksmonument)
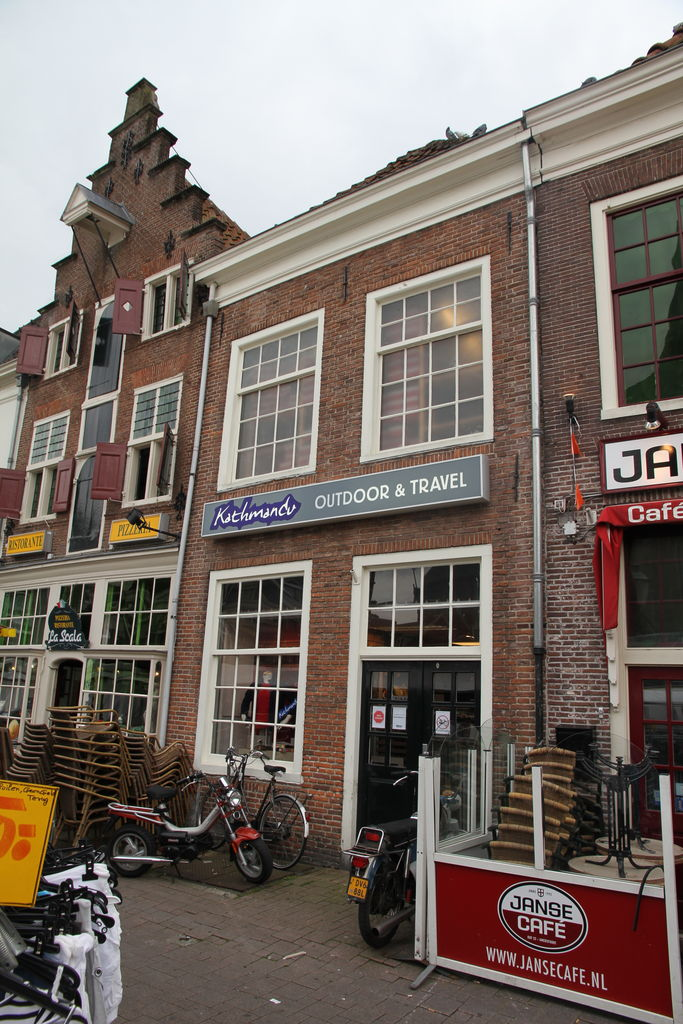
links Hof 24, midden Hof 23 (beide rijksmonument)
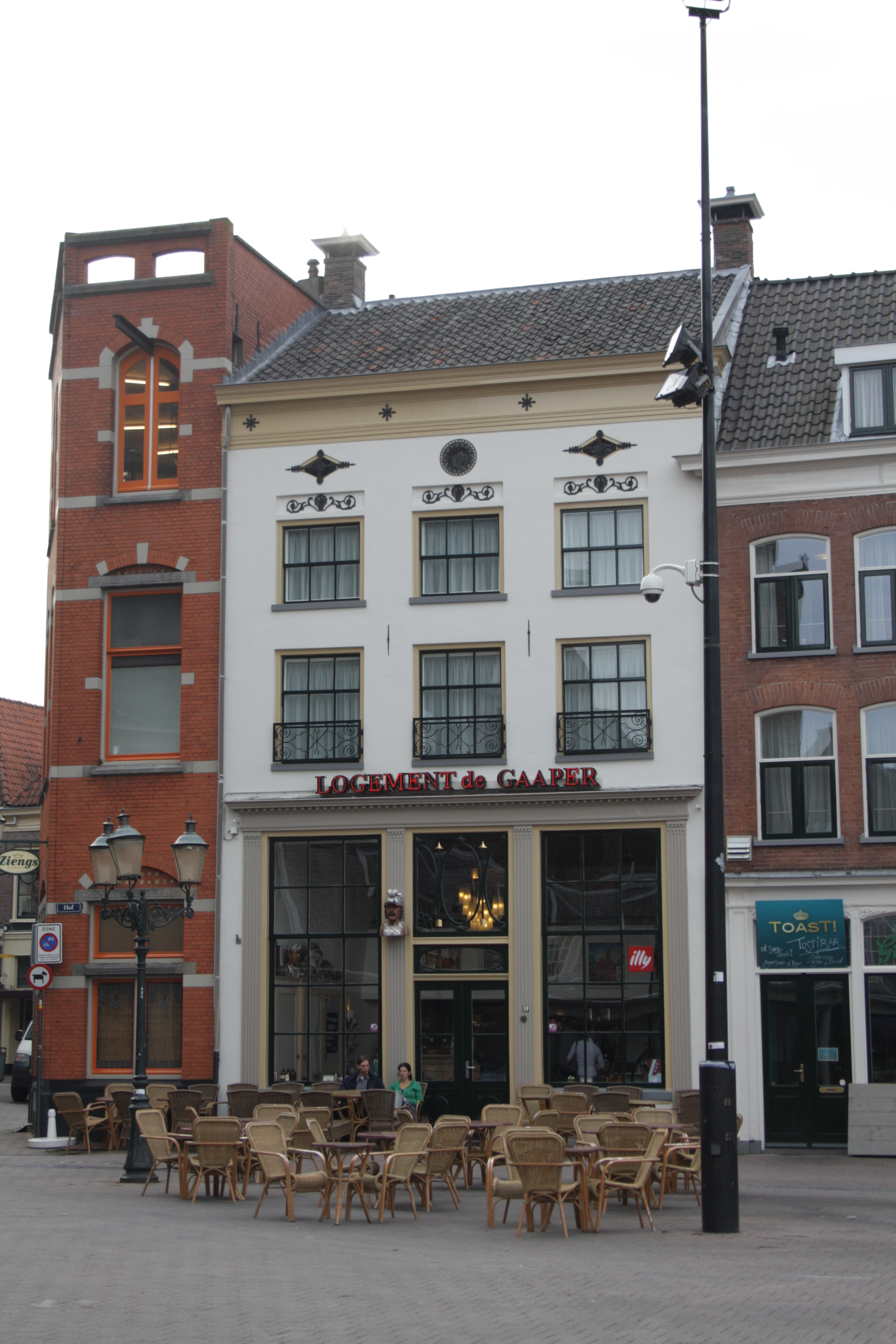
Logement de Gaaper (Hof 39) (rijksmonument)